# Sulaiman Al-Maghni
Sulaiman Al-Maghni (Arabic:سليمان المغني) (sinh ngày 15 tháng 1 năm 1982) là một cầu thủ bóng đá người Các Tiểu vương quốc Ả Rập Thống nhất. Hiện tại anh thi đấu cho Ittihad Kalba.